# ロング・ウェイ・アップ
『ロング・ウェイ・アップ』（Wrong Way Up）は、ブライアン・イーノとジョン・ケイルが1990年に連名で発表したスタジオ・アルバム。

## 背景
全曲ともボーカル入りの楽曲で、「ワン・ワード」と「クライム・イン・ザ・デザート」ではイーノとケイルのデュエット・ボーカルがフィーチャーされており、残りの曲でも両名がボーカル・パートを分担した。イーノが自作でボーカルも披露したのは、『ビフォア・アンド・アフター・サイエンス』（1977年）以来13年ぶりである。
「リヴァー」を除いて両名の共作。「リヴァー」はイーノの単独作でケイルは録音にも参加していない。

## 評価
William Ruhlmannはオールミュージックにおいて5点満点中4.5点を付け「イーノがここまでメインストリーム寄りになったのは『アナザー・グリーン・ワールド』以来、ケイルがここまでキャッチーになったのは『Honi Soit』以来である」「両名のアルバムの中でも最高傑作の一つ」と評している。Greg Kotは1990年10月25日付の『シカゴ・トリビューン』紙において4点満点中3点を付け「このアルバムの核心はケイルとイーノの歌声である」と位置づけた上で、イーノの歌に関して「ゴスペルやカントリー&ウェスタンへの興味が反映されている」、ケイルの歌に関して「海から流れ込んできたウェールズの霧を思わせる」と評している。また、Ira Robbinsは『エンターテインメント・ウィークリー』誌のレビューでA-を付け「シリアスなアーティスト達でさえ、時には楽しみたいものであり、『ロング・ウェイ・アップ』は事もあろうに、キャッチーなポップ・アルバムとなった」と評している。

## 収録曲
特記なき楽曲はブライアン・イーノとジョン・ケイルの共作。
1. レイ・マイ・ラヴ - "Lay My Love" - 4:44
2. ワン・ワード - "One Word" - 4:34
3. イン・ザ・バックルーム - "In the Backroom" - 4:02
4. エムプティ・フレイム - "Empty Frame" - 4:26
5. コルドバ - "Cordoba" - 4:25
6. スピニング・アウェイ - "Spinning Away" - 5:27
7. フットステップス - "Footsteps" - 3:13
8. ビーン・ゼア・ダン・ザット - "Been There, Done That" - 2:52
9. クライム・イン・ザ・デザート - "Crime in the Desert" - 3:42
10. リヴァー - "The River" (Brian Eno) - 4:21

### アメリカ盤リマスターCDボーナス・トラック
1. "You Don't Miss Your Water" (William Bell) - 3:46
2. - "Palanquin" - 2:36

### ヨーロッパ盤リマスターCDボーナス・トラック
1. "Grandfather's House" - 3:08
2. "You Don't Miss Your Water" (W. Bell) - 3:46

## 参加ミュージシャン
- ブライアン・イーノ - ボーカル (#1、#2、#4、#6、#9、#10)、ハーモニー・ボーカル (#4、#5、#7、#8)、キーボード、リズム・ベッド、インディアン・ドラム、トリートメント、ギター、スライドギター、鈴、オルガン、ベース、オムニコード
- ジョン・ケイル - ボーカル (#2、#3、#5、#7、#8、#9)、キーボード、ヴィオラ、ピアノ、オルガン、ティンパニ、ベース、ハープ、ホーン、ドゥンベック、スネアドラム
- デイヴ・ヤング - ギター (#3、#4、#8)、ベース (#4)
- ロバート・アーワイ - リズムギター (#1、#2、#6、#9)
- ロジャー・イーノ - キーボード (#10)
- ダリル・ジョンソン - ベース (#1、#8)
- ロナルド・ジョーンズ - スネアドラム (#1、#2)、バスドラム (#2)、タブラ (#7)、ドラムス (#8)
- ネル・キャッチポール - ヴァイオリン (#1、#6、#10)、ストリングス・アレンジ (#10)
- レット・デイヴィス、ブルース・ランプコフ、ジェフ・フォスター - バッキング・ボーカル (#8)